# Leopold Martin Neuman
Leopold Martin Neuman ( 1852 - 1922 ) fue un botánico sueco.
En 1881 defendió su tesis de doctorado sobre : Undersökningar öfver bast och sklerenchym hos dicotyla stammar ( Estudios sobre biomasa y esclerénquima de dicotiledóneas) , en la Universidad de Lund.

## Algunas publicaciones

### Libros
- l.m. Neuman, f.e. Ahlfvengren. 1901a. Sveriges Flora. Fanerogamerna. 832 pp.

- l.m. Neuman, f.e. Ahlfvengren. 1901b. Herbarium Suecicum. Förteckning öfver Sveriges fanerogamer, i enlighet med Sveriges flora. Ed. Gleerup. 71 pp.

- 1884. Bidrag till kännedomen af floran pa Sveriges syd-vestkust, omfattande trakten mellan Halmstad och Engelholm ( Las contribuciones al conocimiento de la flora de la costa de Suecia, al sudoeste, que cubre el área entre Halmstad y Engelholm ). Nº 2 de Handlingar. Ed. D. F. Bonniers Boktryckeri. 56 pp.

- 1883. Berättelse om en botanisk resa till Hallands Väderö och närliggande delar af Skånska landet, företagen med understöd af Kongl. Vetenskapsakademien år 1882 (Informe sobre un viaje botánico al Halland Väderö y partes adyacentes de los países de Skåne, las empresas con el apoyo de la Real Academia de Ciencias en 1882). 41 pp.

## Honores

### Epónimos
- (Asteraceae) Arctium × neumanii Rouy[2]
- (Chenopodiaceae) Chenopodium neumanii Murr[3]
- (Papaveraceae) Corydalis neumanii Fedde[4]
- (Plumbaginaceae) Limonium neumanii C.E.Salmon[5]
- (Ranunculaceae) Ranunculus neumanii (Julin) Ericsson[6]
- (Rosaceae) Rosa neumanii Matsson ex Almq.[7]
- (Rosaceae) Rubus neumanii Focke. ex Frid. & Gelert[8]

- La abreviatura «Neuman» se emplea para indicar a Leopold Martin Neuman como autoridad en la descripción y clasificación científica de los vegetales.[9]